# Rhododendron adamsii
Rhododendron adamsii är en ljungväxtart som beskrevs av Alfred Rehder. Rhododendron adamsii ingår i släktet rododendron, och familjen ljungväxter. Inga underarter finns listade i Catalogue of Life.